# سلام الشجعان
سلام الشجعان هي عبارة تطلق على اقتراح أو اتفاق سلام بشروط مشرفة بالنظر إلى شجاعة المتحاربين. هذه فكرة قديمة إذ يعزى إلى حملقار برقا اقتراحه سلام شجعان عام 241 قبل الميلاد على المتمردين خلال حرب المرتزقة.
يتم استخدام هذا المفهوم أيضًا في سياق النزاعات التي تؤثر على الشعوب الأصلية (الهنود الحمر في أمريكا الشمالية، والكاناك في كاليدونيا الجديدة، والمغاربة في شمال أفريقيا).

## كندا
- 1701 - سلام مونتريال الكبير: فرنسا الجديدة مع الإيراكوي
- 2002 - مقاطعة كيبيك مع شعب الكري في كيبيك (بعد اتفاق خليج جيمس وكيبيك الشمالية لعام 1975)

## فرنسا
- في 23 أكتوبر 1958، اقترح الجنرال ديغول سلام الشجعان على جبهة التحرير الوطني الجزائرية التي رفضت العرض.